# اومي فيديا
اومي فيديا هو مذيع وكاتب ومخرج وممثل هندي، ولد في 10 يناير 1982 في الولايات المتحدة.

## أعمال

### أفلام
- (2010) 3 بلهاء

## وصلات خارجية
- اومي فيديا على موقع IMDb (الإنجليزية)
- اومي فيديا على موقع ألو سيني (الفرنسية)
- اومي فيديا على موقع أول موفي (الإنجليزية)
- اومي فيديا على موقع قاعدة بيانات الفيلم (الإنجليزية)
- اومي فيديا على موقع كينوبويسك (الروسية)